# 2016年歐洲羽聯巡迴賽
2016年歐洲羽聯巡迴賽（BE Circuit 2016），是歐洲羽聯巡迴賽的第29個賽季。本賽季由2016年1月1日開始，至12月31日完結，在上述期間於歐洲進行的所有世界羽聯國際挑戰賽、國際系列賽及未來系列賽都屬於本年度巡迴賽的一部分。本年度共包含32個比賽。

## 賽程
以下為歐洲羽聯公布的賽程：
| 賽站 | 日期     | 日期     | 賽事                         | 舉辦城市         | 賽事級別   |
| 賽站 | 開始     | 結束     | 賽事                         | 舉辦城市         | 賽事級別   |
| ---- | -------- | -------- | ---------------------------- | ---------------- | ---------- |
| 1    | 1月14日  | 1月17日  | 2016年愛沙尼亞羽毛球國際賽   | 塔林             | 國際系列賽 |
| 2    | 1月21日  | 1月24日  | 2016年瑞典羽毛球大師賽       | 乌普萨拉         | 國際挑戰賽 |
| 3    | 1月28日  | 1月31日  | 2016年冰島羽毛球國際賽       | 雷克雅維克       | 國際系列賽 |
| 4    | 2月24日  | 2月27日  | 2016年奧地利羽毛球公開賽     | 維也納           | 國際挑戰賽 |
| 5    | 3月10日  | 3月13日  | 2016年葡萄牙羽毛球國際賽     | 卡爾達斯達賴尼亞 | 國際系列賽 |
| 6    | 3月17日  | 3月20日  | 2016年羅馬尼亞羽毛球國際賽   | 蒂米什瓦拉       | 國際系列賽 |
| 7    | 3月23日  | 3月26日  | 2016年波蘭羽毛球公開賽       | Arłamów          | 國際挑戰賽 |
| 8    | 3月31日  | 4月3日   | 2016年奧爾良羽毛球國際挑戰賽 | 奥尔良           | 國際挑戰賽 |
| 9    | 4月7日   | 4月10日  | 2016年芬蘭羽毛球公開賽       | 万塔             | 國際挑戰賽 |
| 10   | 4月14日  | 4月17日  | 2016年克羅地亞羽毛球國際賽   | 萨格勒布         | 未來系列賽 |
| 11   | 4月21日  | 4月24日  | 2016年荷蘭羽毛球國際賽       | 韦斯特兰         | 國際系列賽 |
| 12   | 5月5日   | 5月8日   | 2016年希臘羽毛球公開賽       | 錫季羅卡斯特龍   | 國際系列賽 |
| 13   | 5月12日  | 5月15日  | 2016年斯洛文尼亞羽毛球國際賽 | 梅德沃代         | 國際系列賽 |
| 14   | 6月2日   | 6月5日   | 2016年拉脫維亞羽毛球國際賽   | 叶尔加瓦         | 未來系列賽 |
| 15   | 6月9日   | 6月12日  | 2016年立陶宛羽毛球國際賽     | 维尔纽斯         | 未來系列賽 |
| 15   | 6月16日  | 6月19日  | 2016年西班牙羽毛球國際賽     | 馬德里           | 國際挑戰賽 |
| 16   | 6月30日  | 7月3日   | 2016年希臘羽毛球國際賽       | 錫季羅卡斯特龍   | 未來系列賽 |
| 17   | 7月6日   | 7月10日  | 2016年白夜羽毛球賽           | 加特契纳         | 國際挑戰賽 |
| 18   | 8月15日  | 8月18日  | 2016年保加利亞羽毛球公開賽   | 索菲亞           | 國際系列賽 |
| 19   | 9月1日   | 9月4日   | 2016年斯洛伐克羽毛球公開賽   | 特倫欽           | 未來系列賽 |
| 20   | 9月14日  | 9月17日  | 2016年比利時羽毛球國際賽     | 鲁汶             | 國際挑戰賽 |
| 21   | 9月22日  | 9月25日  | 2016年波蘭羽毛球國際賽       | 別倫             | 國際系列賽 |
| 22   | 9月28日  | 10月1日  | 2016年布拉格羽毛球公開賽     | 布拉格           | 國際挑戰賽 |
| 23   | 10月6日  | 10月9日  | 2016年保加利亞羽毛球國際賽   | 索菲亞           | 未來系列賽 |
| 24   | 10月20日 | 10月23日 | 2016年瑞士羽毛球國際賽       | 伊韋爾東         | 國際系列賽 |
| 25   | 10月27日 | 10月30日 | 2016年匈牙利羽毛球國際賽     | 布达佩斯         | 國際挑戰賽 |
| 26   | 11月2日  | 11月5日  | 2016年以色列夏瑣羽毛球國際賽 | 夏瑣             | 未來系列賽 |
| 27   | 11月17日 | 11月20日 | 2016年挪威羽毛球國際賽       | 桑讷菲尤尔       | 國際系列賽 |
| 28   | 11月24日 | 11月27日 | 2016年芬蘭羽毛球國際賽       | 赫尔辛基         | 國際系列賽 |
| 29   | 11月30日 | 12月3日  | 2016年威爾斯羽毛球國際賽     | 加的夫           | 國際挑戰賽 |
| 30   | 12月7日  | 12月10日 | 2016年愛爾蘭羽毛球公開賽     | 都柏林           | 國際挑戰賽 |
| 31   | 12月13日 | 12月16日 | 2016年意大利羽毛球國際賽     | 米蘭             | 國際挑戰賽 |
| 32   | 12月19日 | 12月22日 | 2016年土耳其羽毛球國際賽     | 伊斯坦堡         | 國際系列賽 |

## 外部連結
- 官方网站（英文）